# Colorimetría en el cine
La colorimetría en el cine es un amplio tema del que el espectador no se percata apenas pero que afecta directamente a las sensaciones, sentimientos y contextos que quiere expresar el director al público. Según qué tipo de colorimetría elija para su película, y según qué colores, variedades tonales y predominancias, dará una u otras sensaciones, cosa que está perfectamente estudiado y se hace con una intención muy específica. 

## Neuropsicología de la colorimetría
La colorimetría está muy ligada a la neuropsicología, ya que el color es considerado una qualia, y esto conlleva que el color es una experiencia que captamos de manera subjetiva y personal, depende de las vivencias y circunstancias por las que haya pasado una persona, el color lo captará de una manera u otra, añadiéndole sentimientos, sensaciones y experiencias. Aunque el color sea subjetiva y personal para cada sujeto, la mayoría de personas tenemos una concepción y una serie de sentimientos ya adheridos a ciertos colores, siendo por ejemplo el rosa al amor, el rojo a la pasión y el verde a la naturaleza. 

## Tipos de colorimetría en el cine
1. Color histórico
2. Color pictórico
3. Color simbólico
4. Color psicológico
5. Perspectiva y color

### Color histórico
El color histórico es un tipo de color que el director utiliza para emular una época de la historia, es muy típico que si emulamos una escena de los años 20, sea en tono sepia. Por ello cada época de la historia tiene una predominancia de colores ya establecidos, todo ellos se debe a la información que tenemos de cada una de esas épocas. 

### Color pictórico
El color pictórico lo que pretende es emular los colores de las pinturas que quieres representar, y a veces, también se intenta emular la misma estética y encuadre, existen muchas películas que ejemplifican cuadros, o en alguna de sus escenas hacen referencia a cuadros que de la época que se intenta emular.

### Color simbólico
El color simbólico es un tipo de color que se puede solapar y a veces confundir con el color psicológico, la diferencia principal sería que el color simbólico suele situarse en la vestimenta de algún personaje o algún objeto, queriendo simbolizar cosas como la muerte, la lujuria, a algún personaje... Se solapa mucho con el color psicológico porque a veces puede simbolizar sentimientos como la tristeza, el amor o la rabia.

### Color psicológico
El color psicológico en lo que se diferencia de el color simbólico es básicamente que intenta expresar sentimientos, y suele ser un color ambiental en la escena, por ejemplo una escena muy fría transmitiría tristeza o soledad, mientras tanto una escena con un ambiente cálido, daría la sensación de acogedor, alegre y familiar. Todo ello dependiendo también del estudio que haya hecho el director y la sensación que quiera darle al espectador. 

### Perspectiva y color
El color con la perspectiva según que colores pongamos puede darnos sensación de lejanía, o de cercanía, también puede dar sensación de calidez y de frialdad. Por ejemplo, el color frío hace que la escena tenga más perspectiva y los escenarios parezcan más grandes y vacíos. Sin embargo los colores cálidos dan sensación de acogedor, pequeño, casi sin perspectiva y una imagen "llena".